# جشنواره بین‌المللی فیلم تورنتو ۲۰۱۲
۳۷ سالانه جشنواره بین‌المللی فیلم تورنتو (TIFF) در انتاریوی تورنتو در کانادا بین ۶ سپتامبر و ۱۶ سپتامبر برگزار شد. لوپر که توسط ریان جانسون کارگردانی شده بود به عنوان فیلم افتتاحیه انتخاب شد.

## جوایز
| جایزه                            | فیلم                  | مدیر              |
| -------------------------------- | --------------------- | ----------------- |
| جایزه منتخب مردمی                | دفترچه امیدبخش        | دیوید او. راسل    |
| جایزه منتخب مردمی (مستند)        | مصنوع                 | جرد لتو           |
| جایزه منتخب مردمی (جنون نیمه شب) | هفت روانی             | مارتین مکدونا     |
| بهترین فیلم سینمایی کانادایی     | به‌هرحال لارنس         | زاویه دولان       |
| بهترین فیلم کوتاه کانادا         | نگه داشتن یک سر متوسط | دکو داوسون        |
| بهترین فیلم سینمایی اول کانادایی | ضد ویروسی             | براندون کراننبرگ  |
| بهترین فیلم سینمایی اول کانادایی | پرنده سیاه            | جیسون باکستون     |
| FIPRESCI کشف                     | تماس دختر             | میکائیل مارسی مین |
| FIPRESCI سخنرانی‌های ویژه         | در خانه               | فرانسوا اوزون     |

در ۱۷ سپتامبر سال ۲۰۱۲ اعلام شد که فیلم کمدی دیوید او راسل به نام دفترچه امیدبخش به عنوان برنده جایزهٔ منتخب مردمی شده‌است. این فیلم که در آن بردلی کوپر و جنیفر لارنس نقش آفرینی می‌کنند بر اساس یک رمان از متیو کوئیک است مدیر جشنواره اعلام کرد که این فیلم داستانی به شدت احساسی ست. جرد لتو برای مستند مصنوعی جایزه بهترین مستند منتخب مردم را کسب کرد.

## برنامه

### جشن و سرور و سخنرانی
- آرگو توسط بن افلک
- شرکت شما در حفظ و توسط رابرت ردفورد
- خطرناک رابط توسط هور Jin-ho
- امپراتور توسط پیتر وبر
- انگلیش وینگلیش با Gauri Shinde
- رایگان آنجلا و همه زندانیان سیاسی توسط Shola لینچ
- انتظارات بزرگ توسط مایک نیوول
- هاید پارک در هادسون توسط Roger Michell
- غیرقابل اجتناب توسط Ruba Nadda
- جین منسفیلد خودرو توسط بیلی باب تورنتون
- لوپر توسط ریان جانسون
- عشق مرلین توسط Liz Garbus
- نیمه شب کودکان توسط دیپا مهتا
- تمایلی بنیادگرا توسط میرا نایر
- یک رابطه سلطنتی با نیکولای آرسل
- دفترچه امیدبخش توسط دیوید او. راسل
- Song for Marion توسط Paul Andrew Williams
- Thermae Romae با Hideki Takeuchi
- دو بار متولد توسط Sergio Castellitto
- What Maisie Knew توسط Scott McGehee و David Siegel

### سخنرانی‌های ویژه
- آنا کارنینا توسط جو رایت
- ضدویروس توسط برندان کراننبرگ
- Arthur Newman by Dante Ariola
- به هر قیمتی توسط رامین بحرانی
- حمله توسط Ziad Doueiri
- بد ۲۵ توسط اسپایک لی
- بیزانتیوم توسط نیل جوردن
- سرمایه توسط کوستا گاوراس
- اطلس ابر توسط تام تیکور، واچوفسکی‌ها و لانا واچوفسکی
- عمق توسط بالتاسار کورماکور
- دیسکانکت توسط هنری الکس رابین
- مزاحم نشوید توسط ایوان آتال
- زیبای خفته توسط مارکو بلوکیو
- رویاهایی برای فروش توسط میوا نیشیکاوا
- آخرین گشت توسط دیوید آیر
- همه دارای یک برنامه‌اند توسط Ana Piterbarg
- Foxfire توسط لوران کانته
- فرانسیس‌ها توسط نوآ بامباک
- Ginger & Rosa توسط سالی پوتر
- Greetings from Tim Buckley توسط Dan Algrant
- هانا آرنت توسط مارگارته فون تروتا
- شکار توسط توماس وینتربرگ
- مرد یخی توسط Ariel Vromen
- Imogene توسط Robert Pulcini و Shari Springer Berman
- غیرممکن توسط خوان آنتونیو بایونا
- در خانه توسط فرانسوا اوزون
- Inch'Allah توسط Anaïs Barbeau-Lavalette
- Kon-Tiki توسط Joachim Rønning and Espen Sandberg
- The Last Supper توسط Lu Chuan
- A Late Quartet توسط Yaron Zilberman
- Laurence Anyways توسط Xavier Dolan
- A Liar's Autobiography — The Untrue Story of Monty Python's Graham Chapman توسط Ben Timlett
- Lines of Wellington توسط Valeria Sarmiento
- Liverpool توسط Manon Briand
- Lore توسط Cate Shortland
- عشق همه آنچه که نیاز دارید است توسط Susanne Bier
- The Master توسط Paul Thomas Anderson
- Mr. Pip توسط Andrew Adamson
- Much Ado About Nothing توسط Joss Whedon
- نه توسط Pablo Larraín
- در جاده توسط Walter Salles
- Outrage Beyond توسط Takeshi Kitano
- The Paperboy توسط Lee Daniels
- Passion توسط Brian De Palma
- The Perks of Being a Wallflower توسط Stephen Chbosky
- The Place Beyond the Pines توسط Derek Cianfrance
- Quartet توسط Dustin Hoffman
- Reality توسط Matteo Garrone
- Rebelle (War Witch) توسط Kim Nguyen
- Rhino Season توسط Bahman Ghobadi
- Rust and Bone توسط Jacques Audiard
- The Sapphires توسط Wayne Blair
- The Sessions توسط Ben Lewin
- The Son Did It توسط Daniele Ciprì
- Spring Breakers توسط Harmony Korine
- Still توسط Michael McGowan
- Stories We Tell توسط Sarah Polley[۸]
- The Suicide Shop توسط Patrice Leconte
- تای چی Stephen Fung
- Thanks for Sharing توسط Stuart Blumberg
- Thérèse Desqueyroux توسط Claude Miller
- The Time Being توسط Nenad Cicin-Sain
- To the Wonder توسط Terrence Malick
- Venus & Serena توسط Maiken Baird
- فیل سفید توسط Pablo Trapero
- Writers توسط Josh Boone
- زرد توسط Nick Cassavetes
- Zaytoun توسط Eran Riklis

### مستند
- ۹٫۷۹* - دانیل Gordon
- جهان مال ما نیست - Mahdi Fleifel
- عمل کشتن - جاشوآ اوپنهایمر
- Artifact - Bartholomew Cubbins
- اگر ما به عنوان ابتلا به یک مار کبری - Hala Alabdalla
- اردوگاه ۱۴–کنترل کل منطقه - Marc Wiese
- پارک مرکزی پنج - Ken Burns, David McMahon and Sarah Burns
- دور نیست به اندازه کافی دور: Tomi Ungerer داستان - براد برنشتاین
- برای اولین بار می‌آید، عشق،  - Nina Davenport
- Gatekeepers - درور مره صدق از این که
- دختر از جنوب - خوزه لوئیس گارسیا
- How to Make Money Selling Drugs - Matthew Cooke
- Iceberg Slim: تصویری از یک دلال محبت - Jorge هینجسا
- لندن – مدرن بابل - Julien معبد
- Lunarcy! - Simon Ennis
- Mea Maxima Culpa: Silence in the House of God - Alex Gibney
- مردان در ناهار - شان Ó Cualáin
- بیشتر از عسل - Markus Imhoof
- هیچ جایی در زمین - جانت Tobias
- استاد - اندرو کلاهدوز
- انقلاب - راب استوارت
- رومن پولانسکی: Odd Man Out - Marina Zenovich
- راز دیسکو انقلاب - جیمی Kastner
- Shepard و تاریک - Treva Wurmfeld
- درپوش نمایش: تئاتر زندگی Garth Drabinsky - بری Avrich
- دولت ۱۹۴ - دن Gangsta News
- Storm Surfers 3D - کریستوفر Nelius و جاستین McMillan
- دیوارهای داکار - عبدل عزیز Cissé

### جنون نیمه شب[۹]
- The ABCs of Death - چند مدیران
- Aftershock - نیکولاس لوپز
- خلیج - بری لوینسون
- آمد و بازی - Makinov
- Dredd - Pete Travis
- Hellbenders - JT خرده
- John Dies at the End - Don Coscarelli
- The Lords of Salem - راب زامبی
- هیچ‌کس زندگی - Ryuhei Kitamura
- Seven Psychopaths - مارتین مکدونا

### پیشتاز
- ۹۰ دقیقه - اوا Sørhaug
- پکن Flickers - ژانگ یوان
- Berberian Sound Studio - Peter Strickland
- بلاندی - Jesper Ganslandt
- در اینجا می‌آید شیطان - Adrian Garcia Bogliano
- من اعلام جنگ - Jason Lapeyre و رابرت ویلسون
- iLL Manors - بن کشید
- بزرگراه - Soi Cheang
- بدون درد - خوان کارلوس مدینا
- هلو کند خودش - هلو
- فروشنده - Luis Prieto
- Room 237 - Rodney Ascher
- Sightseers - Ben Wheatley
- تاله - الکساندر Nordaas
- این ما و من - Michel Gondry

### سینمای جهان معاصر
- 3 - Pablo Stoll Ward
- After the Battle - Yousry Nasrallah
- All That Matters Is Past - Sara Johnsen
- Baby Blues - Katarzyna Rosłaniec
- باربارا - Christian Petzold
- Bwakaw - Jun Robles Lana
- Camion - Rafaël Ouellet
- Children of Sarajevo - Aida Begic
- Clandestine Childhood - Benjamín Ávila
- Comrade Kim Goes Flying - Anja Daelemans
- The Cowards Who Looked to the Sky - Yuki Tanada
- The Cremator - Peng Tao
- The Crimes of Mike Recket - Bruce Sweeney
- Dead Europe - Tony Krawitz
- Dust - Julio Hernández Cordón
- Eagles - Dror Sabo
- Fin - Jorge Torregrossa
- The Fitzgerald Family Christmas - Edward Burns
- Fly With the Crane - Li Ruijun
- Ghost Graduation - Javier Ruiz Caldera
- God Loves Caviar - Yannis Smaragdis
- Gone Fishing - Carlos Sorín
- The Great Kilapy - Zézé Gamboa
- A Hijacking - Tobias Lindholm
- Him, Here, After - Asoka Handagama
- The Holy Quaternity - Jan Hřebejk
- Home Again - Sudz Sutherland
- Imagine - Andrzej Jakimowski
- In the Fog - Sergei Loznitsa
- In the Name of Love - Luu Huynh
- Jackie - Antoinette Beumer
- Jump - Kieron J. Walsh
- Just the Wind - Bence Fliegauf
- Juvenile Offender - Yikwan Kang
- Key of Life - Kenji Uchida
- Kinshasa Kids - Marc-Henri Wajnberg
- The Land of Hope - Sion Sono
- The Lesser Blessed - Anita Doron
- Middle of Nowhere - Ava DuVernay
- Museum Hours - Jem Cohen
- My Awkward Sexual Adventure - Sean Garrity
- Once Upon a Time Was I, Verônica - Marcelo Gomes
- Paradise: Love - Ulrich Seidl
- The Patience Stone - Atiq Rahimi
- Penance - Kioshi Kurosawa
- Peripeteia - John Akomfrah
- Road North - Mika Kaurismäki
- Shores of Hope - Toke Constantin Hebbeln
- Sleeper's Wake - Barry Berk
- Smashed - James Ponsoldt
- The Thieves - Choi Dong-hoon
- Three Kids - Jonas d'Adesky
- Three Worlds - Catherine Corsini
- Thy Womb - Brillante Mendoza
- The Tortoise, An Incarnation - Girish Kasaravalli
- Underground: The Julian Assange Story - Robert Connolly
- Virgin Margarida - Licinio Azevedo
- Watchtower - Pelin Esmer
- A Werewolf Boy - Jo Sung-hee
- What Richard Did - Lenny Abrahamson
- When I Saw You - Annemarie Jacir
- Zabana! - Saïd Ould-Khelifa

### کارشناسی ارشد
- Amour - Michael Haneke
- فراتر از تپه (Dupa Dealuri) - Cristian Mungiu
- پایان زمان - پیتر متلر
- روزمره - مایکل رسانده
- Gebo و سایه (Gebo et l'ombre) - Manoel de Oliveira
- در یک کشور دیگر (دا-Reun Na-ra-e-suh) - هنگ Sang-soo
- مانند کسی که در عشق - عباس کیارستمی
- من و شما - Bernardo Bertolucci
- شب در سراسر خیابان (La Noche de Enfrente) - رائول رویز
- پیتا - Kim Ki-duk
- چیزی در هوا (Après مای) - Olivier Assayas
- دانشجو - Darezhan Omirbayev
- Tout ce que tu possèdes (همه که شما دارای) - برنارد Émond
- هنگامی که روز می‌شکند - گوران Paskaljevic

### شهر به شهر: بمبئی
- در روز روشن - Mohit Takalkar
- Gangs of Wasseypur - قسمت ۱ - Anurag Kashyap
- Gangs of Wasseypur - قسمت ۲ - Anurag Kashyap
- Ishaqzaade - Habib Faisal
- دست دوست داشتنی - Ashim Ahluwalia
- بمبئی پادشاه - Manjeet Singh
- دستفروشان - Vasan بالا
- شهید - Hansal مهتا
- شانگهای - Dibakar بانرجی
- کشتی تیسوسهایی - آناند گاندی

### کج‌خلقی کودکان
- Ernest & Célestine - Benjamin Renner
- پیدا کردن Nemo 3D - اندرو استانتون
- هتل ترانسیلوانیا - Genndy Tartakovsky
- ایگور و جرثقیل' سفر - Evgeny Ruman

### TIFF فیلمخانه
- تلخ خاکستر - لری کنت
- ابر ستاره پوش - Ritwik Ghatak
- Dial M for Murder - آلفرد هیچکاک
- کمر du Viêtnam - Joris Ivensهای ویلیام کلاینهای Claude Lelouchمادر اگنس Vardaبا ژان-لوک گداربا کریس مارکرهای Alain Resnais
- Stromboli - روبرتو روسلینی
- تس - رومن پولانسکی

### کشف
- ۷ جعبه - Juan Carlos Maneglia
- آگوستین - آلیس Winocour
- Blackbird - Jason Buxton
- Blancanieves - پابلو برگر
- پسر پرنده غذا - Ektoras Lygizos
- The Brass Teapot - Ramaa Mosley
- سوزاندن آن - Djassa تنها و بیکس،
- تماس دختر - Mikael Marcimain
- کلیپ - Maja Milos
- رنگ آفتاب‌پرست - امیل Christov
- Deflowering از اوا ون پایان - Michiel ده شاخ
- دیترویت Unleaded - Rola Nashef
- Eat Sleep Die - Gabriela Pichler
- پر کردن جای خالی - راما Burshtein
- فاصله - لئوناردو دی Costanzo
- Janeane از Des Moines - گریس لی
- Krivina - ایگور Drljaca
- زمین Eb - اندرو ویلیامسون
- قارچ - خود سرباز سواره نظام سبک اسلحه
- شب با تئودور - سباستین Betbeder
- ما کمی تفاوت - سیلوی میشل
- در تاریکی - Michael Mayer
- تصویر روز - کیت Mellville
- ماهواره‌ای پسر - Catriona مکنزی
- لا Sirga - ویلیام وگا
- برج - Kazik Radwanski
- زمین بایر - Rowan Athale